# Gerhard Bohne
Gerhard Bohne (Braunschweig, 1 juli 1902 - aldaar, 8 juli 1981) was een Duitse oorlogsmisdadiger en jurist, die euthanasie-expert was voor de nazi's tijdens de Tweede Wereldoorlog.

## Levensloop
Bohne werd in 1902 geboren in Braunschweig en was de zoon van een spoorweginspecteur. Hij ging rechten studeren aan de Universiteit van Keulen, waar hij in 1928 zijn doctoraatsdiploma behaalde.
In de jaren '30 vestigde Bohne zich als advocaat in Berlijn. In 1932 sloot hij zich aan bij de nazipartij. Bohne was sinds midden jaren '20 betrokken bij activiteiten van rechtse organisaties. In 1933 werd Bohne aangewezen als hoofd van Unterabteilung I, de afdeling die zich bezig hield met burgerrechten en aanverwante gebieden. In oktober 1937 werd Bohne lid van de SS. Vanaf 1939 was Bohne het hoofd van een organisatie die was opgericht om de werkzaamheden van Aktion T4 te verdoezelen.

### Aktion T4
Als nazijurist werd Bohne verantwoordelijk gehouden voor zo'n 200.000 moorden door middel van onvrijwillige euthanasie als onderdeel van Aktion T4. Hij was de ontwikkelaar van het organisatorisch kader waarin slachtoffers werden geïdentificeerd, naar vernietigingskampen werden vervoerd en omgebracht. Daarnaast was hij verantwoordelijk voor de procedure van de administratie van hun nalatenschappen en de juridische bescherming van de personen die betrokken waren bij de moorden. Van de 200.000 moorden waren zo'n 15.000 moorden op mensen met een psychische stoornis en mensen met een lichamelijke handicap.
Dit werd onder meer gedaan door het bedrijf Gemeinnützige Krankentransportgesellschaft ('Ambulancebedrijf zonder winstoogmerk') dat zogenaamd zieken transporteerde naar ziekenhuizen om hen te helpen. In werkelijkheid was dit een onderdeel van Aktion T4 en werden mensen getransporteerd naar ziekenhuizen waar zij werden geëuthanaseerd.
Vanwege het doorspelen van gevoelige informatie werd Bohne in 1943 uit de nazipartij gezet. Kort daarna werd hij voor het leger opgeroepen en gevangen genomen door Amerikaanse troepen. In 1946 werd hij vrijgelaten.

### Na de Tweede Wereldoorlog
Er was geen opsporingsbevel voor Bohne, waardoor hij na het einde van de oorlog zijn werk als jurist weer oppakte tot hij in 1949 naar Argentinië vluchtte. Daar ontving hij identiteitspapieren en geld van ambtenaren van het regime van Juan Perón. Toen deze regering in 1955 omver werd geworpen, keerde Bohne terug naar Duitsland. De rechtszaak tegen Bohne zou plaatsvinden in februari 1964. Bohne, die beschuldigd werd van het leiden van het euthanasieprogramma, zou terechtstaan samen met drie anderen: dokter Werner Hoyde, Friedrich Tillmann en Hans Hefelmann. Dokter Werner Hoyde pleegde zelfmoord en Friedricht Tillmann viel uit een raam van de achtste verdieping voordat zij veroordeeld konden worden. Hans Hefelmann werd niet veroordeeld, omdat hij in 1964 aan een ernstige vorm van dementie leed.

### Arrestatie
In 1963 werd Bohne opgepakt. Hij werd echter door de autoriteiten vrijgelaten vanwege zijn gezondheid. Bohne vluchtte opnieuw naar Argentinië, maar werd in februari van 1964 opgepakt en overgebracht naar de Devoto-gevangenis in Buenos Aires.  Op 11 november 1966 keerde Bohne terug naar West-Duitsland voor zijn veroordeling. Bohne gaf aan dat hij enkel had gedaan wat hem werd verteld. Vanwege zijn gezondheid is de rechtszaak tegen Bohne niet doorgegaan en is Bohne nooit veroordeeld.

## Militaire loopbaan
- SS-Obersturmführer:
- SS-Hauptsturmführer:

## Lidmaatschapsnummers
- NSDAP-nr.: 289 268 (lid geworden 1 augustus 1930)
- SS-nr.: 274 114 (lid geworden op 14 oktober 1937)

## Varia
- In december 2022 ging er op Twitter het gerucht rond dat voetballer Lionel Messi verwant zou zijn aan Gerhard Bohne. Dit bleek onjuist te zijn.[11]